# 迪安·罗斯
迪安·辛西娅·罗斯（英語：Deanne Cynthia Rose；1999年3月3日—），加拿大女子足球运动员，司职前锋，目前效力于莱斯特城足球俱乐部和加拿大国家女子足球队。她曾代表加拿大参加2020年和2024年夏季奥林匹克运动会女子足球比赛登多场国际赛事。